# Eugene Borden
Pour les articles homonymes, voir Borden.
Eugene Borden est un acteur français naturalisé américain, né le 21 mars 1897 à Constantinople (Empire ottoman) et mort le 21 juillet 1971 à Los Angeles en Californie.

## Biographie

### Jeunesse
Né Eugène-Élysée Prieur-Bardin le 21 mars 1897 à Constantinople, il est le fils d'Eugène-Antoine Prieur-Bardin (1860-1905), artiste peintre, et Luce Vercelli. Il a deux sœurs, Jeanne-Marie-Louise (1892-1979) et Marguerite-Adeline (1898-?), également nées à Constantinople. La famille rentre en France vers 1901 et s’installe à Marseille. À 17 ans, il embarque pour les États-Unis. Il arrive à New-York le 17 septembre 1914.

### Carrière
Sous le pseudonyme d'Eugene Borden, il entame une carrière d'acteur en 1917 à Broadway, puis à Hollywood. La même année, il dépose une demande de naturalisation, renonçant à la nationalité française. En décembre 1935, il est naturalisé américain et adopte officiellement le nom d'Eugene Borden devant la Southern District Court de Los Angeles.
Au cours de ses quelques quarante ans de carrière, il joue dans près de 200 films, dont Casablanca (1942), Le Port de l'angoisse (1944), Ève (1950), Un Américain à Paris (1951), La Main au collet (1955) ou Can-Can (1960), la plupart du temps dans de petits rôles (essentiellement de Français), voire de simples apparitions. Son dernier film est Notre homme Flint de Daniel Mann en 1966. Il apparaît également dans de nombreuses émissions de télévision dans les années 1950-1960.
Il meurt le 21 juillet 1971 à la maison de retraite de la fondation Motion Picture & Television à Woodland Hills, quartier de Los Angeles en Californie, à l'âge de à 74 ans. Il est enterré au Woodlawn Memorial Cemetery à Santa Monica.

### Vie privée
Eugene Borden a été marié à quatre reprises :
- avec Gilberte Sauvage (1898-1919), du 25 avril 1918 à 1919 (décès) ;
- avec Sibyl Sanderson Fagan (1895-1974) du 22 février 1920 au 8 septembre 1921 (divorce) ;
- avec Anna Pavel Powell (1899-?), épousée le 29 janvier 1924 (divorce) ;
- avec Elva Smith Stokes (1895-?), épousée le 6 mars 1939.

## Filmographie partielle

### Cinéma
- 1925 : Blue Blood de Scott R. Dunlap
- 1928 : Gentlemen Prefer Blondes de Malcolm St. Clair
- 1930 : Chasing Rainbows de Charles Reisner
- 1934 : La Soirée de Miss Stanhope (Coming Out Party) de John G. Blystone : rôle non crédité
- 1937 : Charlie Chan à Broadway (Charlie Chan on Broadway) d'Eugene Forde : Louie
- 1938 : Blanche-Neige et les Sept Nains de David Hand et Walt Disney : Prof (voix)
- 1939 : Pack Up Your Troubles de H. Bruce Humberstone : Capt. De Brock
- 1942 :  Casablanca de  Michael Curtiz : le policier
- 1943 : Paris à l'aube (Paris After Dark) de Léonide Moguy
- 1944 : Dark Waters de André de Toth : Papa Boudreaux
- 1944 : Le Port de l'angoisse (To Have and Have Not) d'Howard Hawks : le quartier-maître
- 1947 : Traquée (Framed) de Richard Wallace
- 1948 : Trafic à Saïgon (Saïgon) de Leslie Fenton : Boat Captain
- 1950 : Jean Lafitte, dernier des corsaires (Last of the Buccaneers) de Lew Landers : Capt. Perez
- 1950 : Ève de  Joseph L. Mankiewicz : le Français
- 1951 : Un Américain à Paris (An American in Paris) de Vincente Minnelli : Georges Matthieu
- 1952 : La Maîtresse de fer (The Iron Mistress) de Gordon Douglas
- 1953 : Meurtre prémédité (A Blueprint for Murder) d'Andrew L. Stone
- 1954 : La Grande Caravane (en) (Jubilee Trail) de Joseph Kane
- 1954 : Le Démon des eaux troubles (Hell and High Water) de Samuel Fuller
- 1954 : Je suis un aventurier (The Far Country) d'Anthony Mann
- 1955 : So This Is Paris de Richard Quine
- 1955 : Tout le plaisir est pour moi (Three for the Show) de H. C. Potter
- 1955 : Mélodie interrompue (Interrupted Melody) de Curtis Bernhardt
- 1955 : Le Cavalier au masque (The Purple Mask) de H. Bruce Humberstone
- 1955 : La Main au collet (To Catch a Thief) d'Alfred Hitchcock
- 1955 : Beau fixe sur New York (It's Always Fair Weather) de Stanley Donen et Gene Kelly
- 1956 : Les Rois du jazz (The Best Things in Life Are Free) de Michael Curtiz : Louis
- 1957 : La Ronde de l'aube (The Tarnished Angels) de Douglas Sirk : Claude Mollet
- 1957 : L'Odyssée de Charles Lindbergh (The Spirit of St. Louis) de Billy Wilder
- 1957 : La Belle de Moscou (Silk Stockings) de Rouben Mamoulian
- 1958 : La Mouche noire (The Fly) de Kurt Neumann
- 1958 : Vacances à Paris (The Perfect Furlough) de Blake Edwards : French Doctor
- 1960 : Les Sept Voleurs (Seven Thieves) d'Henry Hathaway
- 1960 : Can-Can de Walter Lang
- 1961 : Il a suffi d'une nuit (All in Night's Work) de Joseph Anthony
- 1961 : Histoire d'un amour (Back Street) de David Miller
- 1961 : Le Diable à 4 heures (The Devil at 4 O'Clock) de Mervyn LeRoy
- 1963 : Ah si papa savait ça ! (Take Her, She's Mine) de Henry Koster
- 1964 : Madame Croque-maris (What a Way to Go!) de J. Lee Thompson
- 1965 : Boeing-Boeing de John Rich
- 1966 : Notre homme Flint (Our Man Flint) de Daniel Mann